# Point Pedro Lighthouse
Point Pedro Lighthouse, gelegentlich auch Point Padro Lighthouse (singhalesisch පේදුරු තුඩුව ප්‍රදීපාගාරය), ist ein Leuchtturm (englisch Lighthouse) in der Nordprovinz von Sri Lanka.
Der 32 m hohe Rundturm wurde 1916 von der britischen Kolonialverwaltung in Point Pedro errichtet. Das Leuchtfeuer markiert den nordöstlichsten Punkt der Insel und den Übergang vom Bengalischen Golf in die Palkstraße. Die Feuerhöhe beträgt 31 m und als Kennung wird ein weißer Blitz mit einer Wiederkehr von 5 Sekunden (Fl.W.5s) gezeigt.
Während des Bürgerkriegs war das Leuchtfeuer außer Betrieb. Der Turm steht heute neben einem überragenden Sendeturm in einer Militärbasis der Marine Sri Lankas.